# Alexander Wassiljewitsch Medwed

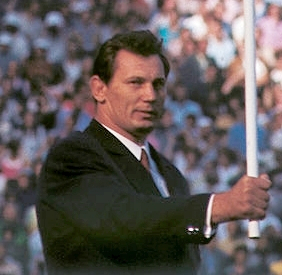
Alexander Wassiljewitsch Medwed (1972)

Alexander Wassiljewitsch Medwed (russisch Александр Васильевич Медведь, belarussisch Аляксандр Мядзведзь/Aljaksandr Mjadsweds; * 16. September 1937 in Bila Zerkwa, Ukrainische SSR; † 2. September 2024) war ein sowjetischer Ringer und belarussischer Sportfunktionär.

## Werdegang
Medwed wurde als Sohn eines Försters geboren und trat 1957 in die Sowjetarmee ein. Unter Trainer Georgijew machte er rasche Fortschritte, zumal er die besten körperlichen Voraussetzungen für einen guten Schwergewichtsringer mitbrachte. Er erreichte bei der II. Völkerspartakiade der Sowjetunion im Jahr 1959 den dritten Platz. 1961 belegte er bei der Allunionsmeisterschaft den 1. Platz im Superschwergewicht und wurde daraufhin zur Weltmeisterschaft nach Yokohama entsandt. Dort unterlag er im Finale dem deutschen Olympiasieger Wilfried Dietrich. Danach begann aber eine bis 1972 andauernde Siegesserie mit drei Olympiasiegen in Tokio (1964), Mexiko (1968) und München. Während der Eröffnungsfeier in München 1972 war er Fahnenträger der sowjetischen Mannschaft und hielt die Fahne dabei mit nur einer Hand aufrecht.
Bei 15 schweren internationalen Meisterschaften (OS, WM, EM) unterlag er nur zweimal, einmal gegen Dietrich und 1965 gegen Ahmet Ayık, Türkei, gegen den er als einzigem Ringer in drei Kämpfen nicht gewinnen konnte. 
Nach den Olympischen Spielen 1972 beendete Medwed seine Ringerkarriere. Bei den Olympischen Spielen 1980 in Moskau war er als Kampfrichter tätig. Er sprach den olympischen Eid der Kampfrichter bei der Eröffnungsfeier. Für seine Verdienste um den Ringersport wurde er im September 2003 als einer der ersten in die FILA International Wrestling Hall of Fame aufgenommen.
Auch beruflich war Medwed sehr erfolgreich. Nach einem Studium an der Sporthochschule Minsk wurde er Sportlehrer am Radiotechnischen Institut in Minsk. Zuletzt war er Vorsitzender der interinstitutionellen Fakultät für körperliche Entwicklung am belarussischen Institut für Information, Forschung und Radio-Elektronik und Vizepräsident des Nationalen Olympischen Komitees von Belarus.
Medwed starb am 2. September 2024 im Alter von 86 Jahren.

## Internationale Erfolge
(OS = Olympische Spiele, WM = Weltmeisterschaft, EM = Europameisterschaft, F = Freistil, SS = Superschwergewicht, bis 1961 ab 87 kg Körpergewicht, von 1962 bis 1968 ab 97 kg Körpergewicht, ab 1969 ab 100 kg Körpergewicht, S = Schwergewicht, von 1962 bis 1968 bis 97 kg Körpergewicht, ab 1969 bis 100 kg Körpergewicht)
- 1961, 3. Platz, WM in Yokohama, F, SS, mit Siegen über János Reznák, Ungarn, Samarai, Australien, unentschieden gegen Hamit Kaplan, Türkei und Niederlage gegen Wilfried Dietrich, Deutschland;
- 1962, 1. Platz, WM in Toledo/USA, F, S, mit Siegen über Buck, Großbritannien, Otsuka, Japan, Said Mustafow, Bulgarien, İsmet Atlı, Türkei und unentschieden gegen Gholamreza Takhti, Iran;
- 1963, 1. Platz, WM in Sofia, F, S, mit Siegen über Hamit Kaplan, Kobelt, Schweiz, Winer, USA, Lennart Persson, Schweden und Walko Kostow, Bulgarien;
- 1964, Goldmedaille, OS in Tokio, F, S, mit Siegen über Peter Jutzeler, Schweiz, Francisc Balla, Rumänien, Mustafow, Eriksson und unentschieden gegen Ahmet Ayık, Türkei;
- 1965, 2. Platz, WM in Manchester, F, S, mit Siegen über Mane, Indien, Jutzeler, Mustafow und einer Niederlage gegen Ayik;
- 1966, 1. Platz, EM in Karlsruhe, F, SS, mit Siegen gegen Bachmann, Schweiz, Bohumil Kubát, Tschechoslowakei, Arne Robertsson, Schweden, Giyasettin Yilmaz, Türkei und unentschieden gegen Ljutwi Dschiber Achmedow, Bulgarien;
- 1966, 1. Platz, WM in Toledo/USA, F, S, mit Siegen über Jesse Lewis, USA, Viljoen, Südafrika, Gholamreza Takhti, Jutzeler und unentschieden gegen Ayik;
- 1967, 1. Platz, WM in Neu-Delhi, F, SS, mit Siegen über Osman Duraliew, Bulgarien, Yilmaz, Türkei und unentschieden gegen Larry Kristoff, USA;
- 1968, 1. Platz, EM in Skopje, F, SS, mit Siegen über Omar Topuz, Türkei, Osman Duraliew, Uytterhaeghe, Belgien und Roland Bock, Deutschland;
- 1968, Goldmedaille, OS in Mexiko-Stadt, F, SS, mit Siegen über Yorihide Isogai, Japan, Yilmaz, Larry Kristoff, Osman Duraliew und Wilfried Dietrich;
- 1969, 1. Platz, WM in Mar del Plata, F, SS, mit Siegen über Erdeneochir, Mongolei, Eriksson, Osman Duraliew und Abolfazl Anvari, Iran;
- 1970, 1. Platz, WM in Edmonton, F, SS, mit Siegen über Peter Germer, DDR, Semeredi, Jugoslawien, Mane, Merv Holden, USA und Osman Duraliew;
- 1971, 1. Platz, WM in Sofia, F, SS, mit Siegen über Makowiecki, Polen, Marothy, Ungarn, Gharbi, Tunesien, Filabi, Iran, Yildirim, Türkei und unentschieden gegen Osman Duraliew;
- 1972, 1. Platz, EM in Kattowitz, F, SS, mit Siegen über Ștefan Stîngu, Rumänien, Yilmaz, Dlugosz, Polen, Wiertelak, DDR und Osman Duraliew;
- 1972, Goldmedaille, OS in München, F, SS, mit Siegen über Filabi, Chris Taylor, USA, Yilmaz, Wilfried Dietrich, Stingu und Osman Duraliew.

## Nationale Erfolge
Medwed gewann alle in der damaligen Sowjetunion zu vergebenden Titel mehrere Male, wobei es wegen der starken inländischen Konkurrenz oftmals schwerer war diese Meisterschaften zu gewinnen, als eine olympische Goldmedaille. Ferner gewann er noch viele internationale Turniere im In- und Ausland.